# Crematorium Groningen
Het crematorium van Groningen, dat aan de noordrand van de stadswijk Selwerd staat, is sinds 1960 in gebruik.
Het gebouw is een rijksmonument.

## Beschrijving

#### Het gebouw

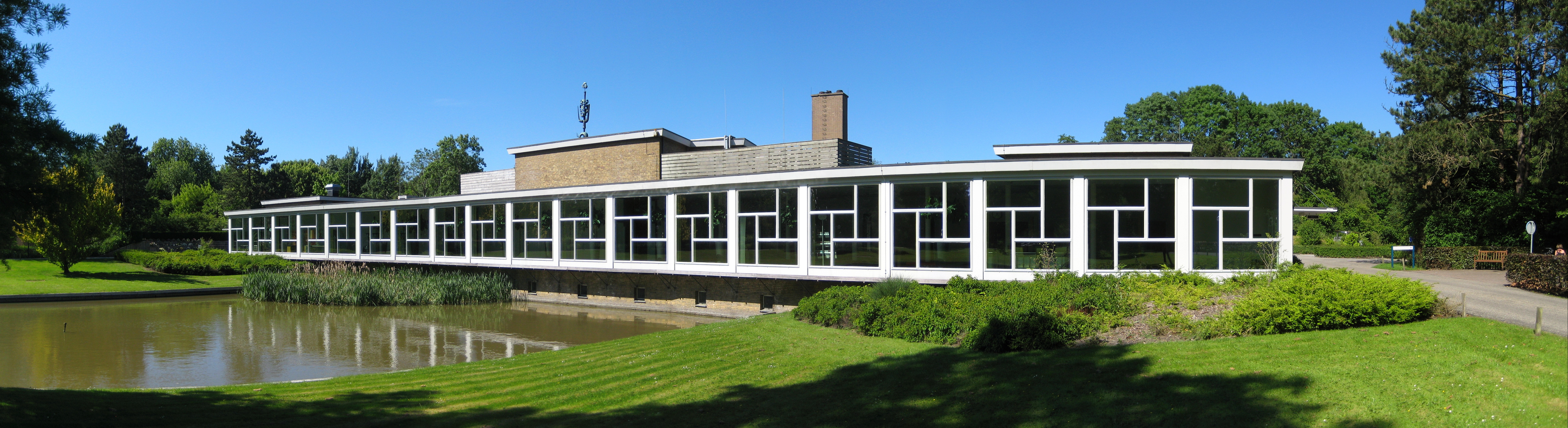
Het crematorium van Groningen in 2011

Het crematorium van Groningen werd in 1959-'60 gebouwd in opdracht van de Crematoriumvereniging Nederland naar een ontwerp van de architect A.H. Wegerif (1888-1963). Het staat op een ongeveer twee hectare groot terrein, dat aanvankelijk was bedoeld voor uitbreiding van de begraafplaats Selwerderhof, maar dat in 1958 voor de aanleg van een crematorium werd bestemd. Wegerif ontwierp ook de landschappelijke inrichting van de omgeving, waarvan oorspronkelijk ook een columbarium, een strooiakker, een dienstgebouw en twee dienstwoningen deel uitmaakten.
Het crematorium was, na Westerveld (1914) en Dieren (1954), het derde in Nederland en het eerste dat werd gebouwd nadat cremeren in 1955 met een wijziging van de Nederlandse Wet op de Lijkbezorging was gelegaliseerd. Het gebouw werd op 1 juni 1962 officieel geopend door de Deense lutherse predikant Niels Jørgen Rald (1899-1972), de toenmalige voorzitter van de International Cremation Federation.
Bij het ontwerp van het pand werd nadrukkelijk rekening gehouden met het toentertijd nieuwe inzicht, dat de beleving van de bezoeker een voorname factor bij de indeling van het gebouw diende te zijn. De kist moest aan de zijkant van het gebouw worden binnengebracht, zodat deze buiten het zicht van de nabestaanden op het podium kon worden geplaatst. Ook werd gekozen om associaties met een graf zo veel mogelijk te vermijden, door de kist tijdens de crematieplechtigheid horizontaal en niet verticaal af te voeren. Een ander doel bij de bouw van het pand was exploitatie van het crematorium met zo weinig mogelijk personeel mogelijk te maken.
Het ruim opgezette gebouw is aangelegd op een symmetrische plattegrond, waarbij de verschillende ruimtes met elkaar zijn verbonden door een lange galerij, die het gebouw een sterk horizontaal ritme geeft. De witte puien van de galerij, die dienstdoet als foyer en uitkijkt op de voor het pand aangelegde vijver, hebben een kenmerkende molenwiekindeling. Achter de galerij werd de aula gebouwd en daarachter de ovenruimte met de schoorsteen. In het interieur dragen witte marmeren platen en gekleurde glas-appliqué's in de westgevel en de aula bij aan een rustige en verstilde sfeer.
Het crematorium, dat lange tijd het enige in Noord-Nederland was, is enkele keren uitgebreid in de stijl van het oorspronkelijke gebouw. In 1968 werden aan de noordoostzijde een condoleance-ruimte, een wachtruimte en een tweede, kleinere, aula bijgebouwd. Ook werd toen het columbarium vergroot, wat in 1971 opnieuw gebeurde. In 1972 kreeg het crematorium een derde oven, waartoe de schoorsteen van een extra rookkanaal werd voorzien. Verder werd een aanbouw gerealiseerd, waarin een werkruimte en de cv-installatie werden ondergebracht. Het condoleancevertrek werd in 1983 vergroot en in 1995 werden de publieksruimten uitgebreid. Het crematorium kreeg tevens twee nieuwe ovens, voorzien van lagere schoorstenen. Sindsdien is de oude schoorsteen niet meer in gebruik.
In 2015 is het pand door Rijksdienst voor het Cultureel Erfgoed aangewezen als rijksmonument, nadat het twee jaar eerder daartoe was voorgedragen in het kader van het Beschermingsprogramma Wederopbouw 1959-1965. Eerder was het al tot gemeentelijk monument verklaard, onder meer "vanwege de architectuurhistorische waarde" en "vanwege de cultuurhistorische waarde als derde crematorium in Nederland, als eerste product van naoorlogse sociaal-maatschappelijke en functionele ontwikkelingen op het gebied van cremeren in Nederland en als eerste crematorium in Noord-Nederland". 

#### Kunstwerken

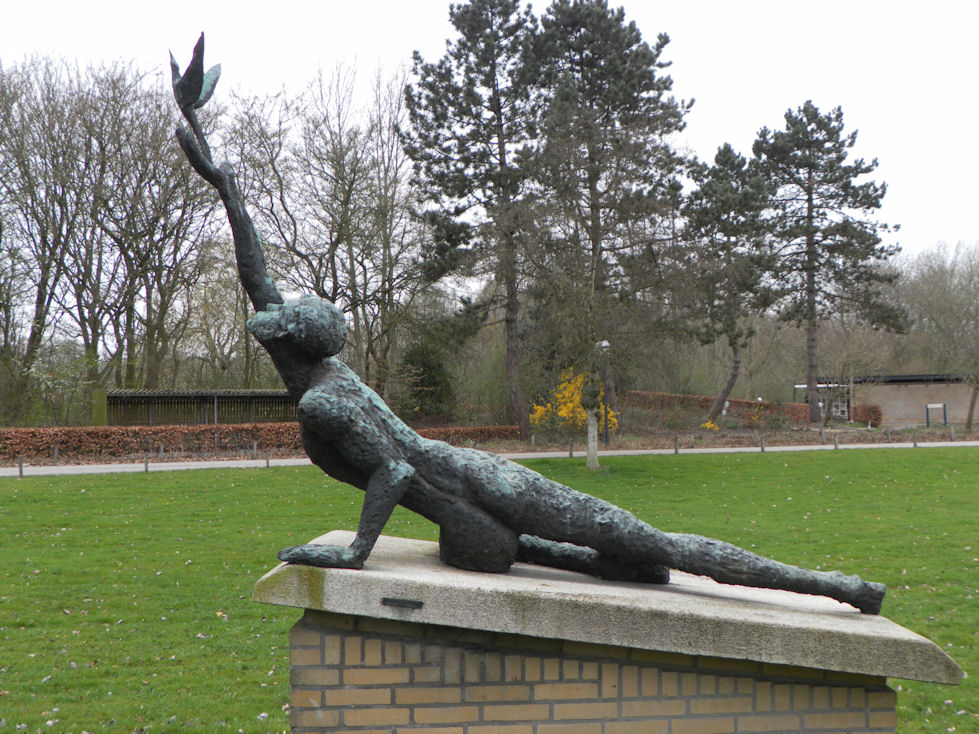
De sculptuur Leven en dood van de beeldhouwster Anna Dekking-van Haeften.

Bij en in het crematorium zijn verschillende kunstwerken te vinden, waaronder de aan de toegangsweg geplaatste bronzen sculptuur Leven en dood van de beeldhouwster Anna Dekking-van Haeften (1903-1985). Op het dak van het gebouw staat een plastiek van de Oostenrijkse kunstenaar Jos Pirkner (1927). In de ovenruimte van het pand is een mozaïek aangebracht, die werd vervaardigd door de beeldhouwster Marijcke Visser (1915-1999). Bij de ingang van de wachtruimte bevond zich oorspronkelijk nog een mozaïek, gemaakt door de Friese kunstenaar Cor Reisma (1902-1962), maar dit is bij de verbouwing van 1995 vernietigd.